# Tim Meadows
Timothy "Tim" Meadows, född 5 februari 1961 i Highland Park i Michigan, är en amerikansk skådespelare och komiker.
Meadows är bland annat känd som medlem i ensemblen för Saturday Night Live 1991-2000. Han gestaltade ofta kända personer som O. J. Simpson, Michael Jackson och Tiger Woods. Meadows har medverkat i filmer som Coneheads och Wayne's World 2.

## Filmografi i urval
- 1991–2000 – Saturday Night Live (TV-serie)
- 1993 – Coneheads
- 1993 – Wayne's World 2
- 2003 – The Even Stevens Movie
- 2004 – Mean Girls
- 2006 – The Benchwarmers
- 2006–2014 – The Colbert Report (TV-serie) (elva avsnitt)
- 2007 – Walk Hard: The Dewey Cox Story
- 2007–2009 – The Bill Engvall Show (TV-serie) (23 avsnitt)
- 2008 – Semi-Pro
- 2009 – Aliens in the Attic
- 2010 – Christine (TV-serie) (två avsnitt)
- 2011 – Mean Girls 2
- 2011 – Jack and Jill
- 2012–2014 – Suburgatory (TV-serie) (två avsnitt)
- 2013 – Grown Ups 2
- 2014–2015 – Marry Me (TV-serie) (17 avsnitt)